# 白花甘青黄耆
白花甘青黄耆（学名：Astragalus tanguticus f. albiflorus）为豆科黄耆属甘青黄耆下的一个变型。

## 扩展阅读
- 維基物種上的相關：白花甘青黄耆